# معركة الشيخ مسكين (2014)
معركة الشيخ مسكين بدأت مع محاولة الجيش العربي السوري، خلال الحرب الأهلية السورية في محافظة درعا، السيطرة على الشيخ مسكين وتأمين الطريق السريع درعا-دمشق، وبعد 24 يوماً أطلقت المعارضة هجومها، وأسمته «ادخلو عليهم الباب» و«هدم الجدار» للسيطرة على الشيخ مسكين وبلدة قريبة من نوى.

## المعركة

### هجوم الجيش السوري الأول
في صباح يوم 1 نوفمبر 2014، هاجم الجيش بلدة، واستولت بسرعة غالبية الجزء الشرقي من البلدة بعد تراجع الثوار نحو المقبرة في المنطقة الشرقية. من قبل ظهر اليوم، ان القوات الحكومية أمنت المقبرة، وبالتالي السيطرة على منطقة الشرق كله. وبعد ذلك الضغط إلى الأمام نحو المنطقة الغربية واستولت على وسط المدينة.

### هجوم الجيش السوري الحر
في 3 نوفمبر، أعلنت المعارضة بداية معركة «افتحو عليهم الباب»، وذلك بهدف السيطرة على الشيخ مسكين، في وقت لاحق، بعد ثلاثة أيام تقدمت المعارضة داخل المدينة بعد أن بدأت عملية للقبض على قاعدة إستراتيجية تله حمدعلى الجانب الغربي من المدينة ، وتنتهي بسيطرة على معظم الشيخ مسكين، قبل تمكن الجيش من استعادة أراضي في الشرق وصلت إلى مقبرة البلدة، ووفقاً لصحية المصدر الأخبار اصيب مراسل الجزيرة محمد نور في 7 نوفمبر بينما كان يغطي المعركة، وادعت ايضاً ان المعارضة تراجعت من منطقة الجنوب ل ابطايا وأكد ان الجيش انسحب من نقاط التفتيش التي استولت عليها في المنطقة الغربية في اليوم السابق، وفي اليوم التالي، استولت المعارضة 8 اذار داخل المدينة
في 9 نوفمبر، استولت المعارضة على الحش المرتفعات الشمالية والجنوبية، ومعسكر تدريب للجيش، قاعدة الرحبة كتيبة الكونكرس وقاعدة الطبية الحيجيجة قاعدة دبابات وحاوي تفتيش حول المدينة من نوى، في وقت لاحق من ذلك اليوم، جمل المعارضة السيطرة على المدينة بأكملها بعد تراجع الجيش نحو اللواء 112 قاعدة HQ ، وتم القبض على اللواء في نهاية المطاف من قبل المعارضة وفقاً لوكالات الأنباء العربية كل الجماعات المعارضة المحلية وادعت جبهة النصرة وقال التلفزيون الرسمي السوري"سانا" ان القوات ستعيد انتشارها وتنظيمها في منطقة نوى من اجل الاستعداد للقتال القادم" وفي نهاية اليوم، تقدم الجيش داخل الشيخ مسكين
اعتباراً من 10 نوفمبر، وفقاً لمصدر عسكري فإن الجيش لا يزال موجوداً في المناطق الجنوبية والشرقية من الشيخ مسكين، ويقال عن فك اثنين من المناطق المحاصرة المحيطة بلواء 82 واللواء 112 وفي اليوم التالي، تقدمت المعارضة في الشيخ مسكين وسيطرت على مواقع جديدة، وفي نهاية المطاف استولت على الحي الشرقي في 12 نوفمبر ورداً على مكاسب المعارضة، قرر الجيش إعادة تعيين العقيد محمد جاابر لقيادة صقور الصحراء
في 13 نوفمبر، توجهت قافلة من جيش من حمص تحت قيادة العقيد محمد جابر نحوى نوى،الشيخ مسكين وازرع، ولاستعادة الأرض في درعا، وفي اليوم التالي، أعلنت المعارضة بدء المرحلة الثانية من الهجوم في الشيخ مسكين ضد لواء 82، والحاجز الشمالي واماكن إيواء الضباط، في ذلك اليوم، تقدمت المعارضة في منطقة اللواء 82
في 15 نوفمبر، حملت المعارضة اجزاء واسعة من منطقة الدالي كما انسحب الجيش من ذلك ويقتل 13 من المعارضة في ذلك الهجوم، وفي اليوم التالين استولت المعارضة الكتيبة 60.
في 17 نوفمبر، استعاد الجيش قرية دالي وتل العريض ، وقد أكد الاستيلاء على التل من مصادر موالية للمعارض.